# Kabupaten Lebak
Kabupaten Lebak är ett kabupaten i Indonesien.   Det ligger i provinsen Banten, i den västra delen av landet, 80 km sydväst om huvudstaden Jakarta. Antalet invånare är 1 204 095.